# Clanculus albanyensis
Clanculus albanyensis is een slakkensoort uit de familie van de Trochidae. De wetenschappelijke naam van de soort is voor het eerst geldig gepubliceerd in 1995 door Jansen.